# Mouvement pour la réunification coréenne
Le mouvement pour la réunification coréenne est une mobilisation pour obtenir la paix dans la péninsule coréenne, laquelle est partagée en deux parties depuis le 15 août 1945. Diverses organisations et campagnes se soutiennent les unes les autres pour tendre vers cette idée, s'appuyant sur des artistes et un sentiment de paix mondiale pour espérer un jour voir la réunification de la Corée.

## Organisations pour la réunification

### Global Peace Foundation
La Global Peace Foundation est une organisation non lucrative qui a pour but la paix mondiale depuis 2009. Cela passe notamment par la réunification de la Péninsule coréenne. Cette organisation soutient des mouvements qui tendent vers cet objectif, comme par exemple Action for Korea United.

#### Dr. Hyun Jin Preston Moon
Hyun Jin Moon est le fondateur de la Global Peace Foundation. Il est à l'initiation du mouvement civil pour la réunification, avec notamment son soutien à l'ouverture de la Era of Unification (ouverte à tous les coréens) par l'Action for Korea United en 2014, à l'occasion de la nouvelle année lunaire.
Cet homme a également écrit un livre la même année, intitulé Korean Dream : A Vision for a Unified Korea. L'ouvrage appelle à un plus grand intérêt et une plus grande participation de la part du public quant à la question de l'unification, notamment grâce au travail des organisations en partenariat avec le gouvernement sud-coréen. 

### Action for Korea United
Action for Korea United est une coalition de plus de 730 organisations civiles qui ont pour but de faire grandir le désir de réunification de la Corée. Ce mouvement cherche à sensibiliser un esprit international et tout le monde a la possibilité d'y participer. Dr. Hyun Jin Moon participe notamment à cette organisation, inspirant les gens d'horizons et de classes sociales divers à partager et alimenter une vision commune concernant l'avenir de la Péninsule coréenne. Il a d'ailleurs, lors de l'assemblée du 8 octobre 2015, félicité les efforts de la communauté pour avoir sollicité le public coréen sur la question de la réunification.

#### The Everyday Unification Movement
L'un des mouvements de la coalition, The Everyday Unification Movement, promeut un engagement, quel qu'il soit, et une prise de conscience à l'égard de la réunification en organisant des forums et des conférences pour informer et sensibiliser l'audience coréenne sur le sujet.

### One K Global Campaign
Créée sur le modèle de la première campagne One Korea de 2015, One K Global Campaign a vu le jour en août 2016, des suites de l'Assemblée Mondiale de la Jeunesse qui s'est tenue à l'Assemblée Générale des Nations Unies. Soutenue par Action for Korea United et différents artistes (notamment de K-pop) sur lesquels elle s'appuie, ce mouvement civique a pour but d'étendre au monde entier le message pour la réunification au travers de divers campagnes internationales, comme par exemple des concerts.
Afin de diffuser au mieux leur idéologie de paix, l'organisation cherche à s'appuyer sur la création d'une nouvelle chanson historique, semblable à We are the World. L'initiative revient aux producteurs américains Jimmy Jam et Terry Lewis, qui ont annoncé à l'Assemblée Générale des Nations unies « we will make the Korean Version of ' We are the World ' ». Le projet et d'ores et déjà soutenu par de nombreux artistes souhaitant y participer, comme Peabo Bryson.

## One Dream One Korea
Avec l'intention de répandre dans les cœurs et les esprits du monde entier un désir de réunification coréenne, Action for Korea United lance en 2015 A New Era Unification Song Campaign. Plus précisément, cette campagne a été organisée par 1 100 civils coréens et des organisations internationales. La coalition pense en effet que les chansons ont le pouvoir d'influencer les générations (plus particulièrement la jeunesse) et de favoriser l'harmonie malgré des différences
C'est donc au travers de la chanson One Dream, One Korea, créée à l'occasion de cette campagne le 18 septembre de la même année, que le message de paix est véhiculé dans le monde entier. Cette chanson vise à toucher son audience en s'appuyant sur la voix et la division du peuple, et non celle du pays ; elle est pour le moment le moteur du mouvement pour la réunification.

### Auteurs
La chanson a été écrite par la célèbre parolière Kim Eana et composée par Kim Hyung Suk. Ce dernier confie avoir réalisé cette chanson comme un hymne à la réunification en se basant sur l'exemple de We are the World, célèbre chanson de Michael Jackson de 1985.

### Interprètes
| Chanteurs/musiciens | Comiques                    | Acteurs                 | Politiciens                           |
| --- | --------------------------- | ----------------------- | ------------------------------------- |
| BaekHyun [du groupe EXO], Choa [du groupe AOA], Gyuri [du groupe KARA], HA:TFELT, JungKook [du groupe Bangtan Boys], Kang Joon Woo, Ken [du groupe VIXX], Kim Jo Han, MinAh [du groupe Girl's Day], Na Yoon Kwon, Sandeul [du groupe B1A4], Soyou [du groupe Sistar], Solji [du groupe EXID], Wendy [du groupe Red Velvet], Yangpa, Young-Jae [du groupe Got7], Yuk Jung Wan, Younha, YeEun [du groupe Wonder Girls] | Jeong Chan Wu, Kim Tae-gyun | Kim So-hyun, Son Jun Ho | Kim MuSong, Moon Jae-In, YongPyo Hong |

### Paroles
Accentuées par la mélodie, les paroles de la chanson nous apportent un message de paix, incitant de ce fait son auditeur à adhérer au mouvement pour la réunification. Malgré le nombre d'artistes présents pour l'enregistrement, ils chantent en étant réunis sous une seule voix, qui semble porte-parole du peuple à la fois sud et nord-coréen. Cela se remarque particulièrement grâce aux premières paroles, « We were never really different. Do not forget that fact. We fully missed each other », interprétées par Younha.
La chanson insiste également sur la notion de famille, de rêve et d'espoir malgré les difficultés et la frontière qui les sépare.

### Unification Politique
Parmi les interprètes de cette chanson, on compte les deux leaders politiques des deux partis opposés de Corée du Sud, Kim MunSung du Parti Saenuri (conservateur) et Moon Jae-In du Parti Minju (libéral). Oubliant leur opposition politique, ils se sont réunis pour une cause jugée, à leurs yeux, plus grande et plus importante encore : la réunification de la Corée.
Au cours du tournage de cette chanson, les deux hommes ont véhiculé leur message politique en faveur de la réunification : « Unification is the true way for a bright recovery » (de Kim MuSong) et « Korea that will unify will start with economic unification » (de Moon Jae-In).
Le Ministre de l'Unification, YongPyo Hong, est également présent, véhiculant le message de la chanson : « Our wish is to have one Korea ».

### Impact international
Afin de faire passer au mieux son message, la campagne s'appuie très nettement sur la vague culturelle Coréenne, la Hallyu, et plus particulièrement sur la K-pop, cheval de Troie de la Corée du Sud pour se faire entendre à l'international. La chanson connaît plus de treize millions de vues sur internet dans plus de 220 pays et connaît un véritable buzz auprès des fans de K-pop, notamment grâce à la présence de BaekHyun, du boys band EXO, ou encore de celle de JungKook, du groupe Bangtan Boys. 

### Représentations

#### Inkigayo
Avant même sa sortie sur internet, la chanson a connu une première représentation à l'Inkigayo du 30 août 2015. Elle a été interprétée par deux des artistes initiaux, Na Yoon Kwon et Yangpa.

#### 1 K Concert à Séoul
Le 9 octobre 2015, la chanson est interprétée à l'occasion du 1 K Concert au Stade de la Coupe du monde de Séoul. L'événement, inscrit dans le mouvement de l'Unification Song (lancé par Action for Korea United), attire près de 40 000 Coréens. 
Pour interpréter la chanson en fin de concert, 33 artistes de K-pop se sont mobilisés (notamment EXO, Bangtan Boys, Sistar, Wonder Girls, EXID, AOA, Got7, VIXX et Red Velvet), rappelant volontairement les 33 militants qui, le 1er mars 1919, ont signé la Déclaration d'Indépendance Coréenne. 

#### Global Peace Concert: 1 K Concert à Manille
Au SM Mall of Asia Arena de Manille se tient le 2 mars 2017 le 1 K Concert, qui s'inscrit dans la continuité de la campagne de réunification. Ce dernier a été à l'initiative de la One K Global Campaign. Le concert accueille de nouveau plusieurs artistes de K-pop, à savoir SHINee, PSY, CN Blue, B1A4, B.A.P, BTOB et AOA. Ce sont eux qui ont interprété la chanson One Dream One Korea.
Après ce concert, la tournée doit se produire à échelle mondiale, en passant par les États-Unis, l'Inde, le Japon et dix autres pays.

## Impact dans le monde
Grâce aux efforts de ces organisations, on peut observer la montée en puissance d'un sentiment en faveur de la réunification, et plus particulièrement auprès des jeunes. En effet, la jeunesse du monde entier commence à se mobiliser au travers de divers projets, passant par l'agriculture, des concerts ou encore des forums économiques. 
L'un des moteurs de cette prise de conscience n'est autre que la vague culturelle coréenne, qui conquit peu à peu le cœur de la jeune génération et les incite à se positionner sur la question de la réunification. On compte déjà, parmi ceux qui soutiennent le mouvement, de nombreux étudiants américains.